# Anna Bond
Annabond (tiếng Kannada: ಅಣ್ಣಬಾಂಡ್) là một hành động lãng mạn tiếng Kannada do Duniya Soori và đạo diễn. Parvathamma Rajkumar sản xuất, dàn ngôi sao Puneet Rajkumar, Nidhi Subbaiah và Priyamani thủ vai các nhân vật chính và Jackie Shroff trong nhân vật phản diện. Bộ phim được phát hành vào ngày 1 tháng 5 năm 2012. V. Harikrishna là đạo diễn âm nhạc của bộ phim.

## Sản xuất

### Quay phim
Bộ phim được quay tại Bangalore, Coorg và Kanakapura. Đơn vị quay phim cũng đã quay hai bài hát trong tiếng Tây Ban Nha để các fan của người dân địa phương có thể nghe và nhảy theo nhịp bài hát.

### Văn phong
Bộ phim nhận được phản hồi hỗn hợp. Bộ phim đã thu được 2,6 cr vào ngày đầu tiên và 15 cr trong tuần đầu tiên. Phim đã diễn ra 9 tuần tại nhà hát chính Santhosh, 50 ngày trên 17 rạp (bom tấn mở cửa, tuần đầu tiên chia sẻ 6-7 cr, tổng cộng 10 cổ phiếu nhưng thua lỗ cho nhà phân phối) - Semi Hit

## Diễn viên
- Puneeth Rajkumar trong vai Bond Ravi alias Anna Bond
- Nidhi Subbaiah trong vai Divya
- Priya mani trong vai Meera
- Rangayana Raghu trong vai Chapathi Babu
- Avinash trong vai Major Chandrakanth
- Jackie Shroff trong vai Charlie
- Balu Nagendra trong vai Bala
- Gurudatt
- John Kokken trong vai John Mathew
- Sathish Ninasam trong vai Director
- Achyuth
- V Manohar

## Nhạc phim
Nhạc nền của bộ phim được phát hành vào ngày 2 tháng 4 năm 2012. Phần âm nhạc được sáng tác bởi V. Harikrishna.
| STT | Bài hát             | Lời nhạc           | Nghệ sĩ                       |
| --- | ------------------- | ------------------ | ----------------------------- |
| 1   | "Enendu Hesaridali" | Jayanth Kaikini    | Sonu Nigam, Shreya Ghoshal    |
| 2   | "Boni Aagada"       | Yogaraj Bhat       | Tippu                         |
| 3   | "Kaanadanthe" Remix | Chi. Udaya Shankar | Puneeth Rajkumar              |
| 4   | "Thumba Nodbedi"    | Yogaraj Bhat       | V. Harikrishna                |
| 5   | "He Is Anna Bond"   | Yogaraj Bhat       | Ranjith, Naveen Madhav, Ramya |

## Giải thưởng
| Lễ trao giải                                | Thể loại                          | Đề cử                                | Kết quả   |
| ------------------------------------------- | --------------------------------- | ------------------------------------ | --------- |
| 2nd South Indian International Movie Awards | Best Film                         | Raghavendra Rajkumar                 | Đề cử     |
| 2nd South Indian International Movie Awards | Best Director                     | Duniya Soori                         | Đề cử     |
| 2nd South Indian International Movie Awards | Best Cinematographer              | Sathya Hegde                         | Đề cử     |
| 2nd South Indian International Movie Awards | Best Actor                        | Puneet Rajkumar                      | Đề cử     |
| 2nd South Indian International Movie Awards | Best Actress in a Supporting Role | Nidhi Subbaiah                       | Đoạt giải |
| 2nd South Indian International Movie Awards | Best Music Director               | V. Harikrishna                       | Đề cử     |
| 2nd South Indian International Movie Awards | Best Lyricist                     | Jayant Kaikini                       | Đề cử     |
| 2nd South Indian International Movie Awards | Best Male Playback Singer         | V. Harikrishna cho "Tumba Nodbedi"   | Đoạt giải |
| 2nd South Indian International Movie Awards | Best Male Playback Singer         | Tippu cho "Boni Aagada"              | Đề cử     |
| 2nd South Indian International Movie Awards | Best Dance Choreographer          | Imran Sardhariya cho "Tumba Nodbedi" | Đoạt giải |